# Robert Galley
Robert Galley (* 11. Januar 1921 in Paris; † 8. Juni 2012 in Troyes) war ein französischer gaullistischer Politiker (UDR, RPR) und Résistance-Kämpfer. Er hatte zwischen 1968 und 1981 verschiedene Regierungsämter inne, u. a. Minister für Post und Telekommunikation, Verteidigungsminister und Minister für Zusammenarbeit. Von 1972 bis 1995 war er Bürgermeister von Troyes.

## Herkunft und Ausbildung
Galley besuchte das Lycée Louis-le-Grand in Paris und später das Lycée Hoche in Versailles. Sein Studium an der École centrale des arts et manufactures und der École nationale supérieure du pétrole et des moteurs schloss er nach dem Zweiten Weltkrieg als Diplomingenieur ab.

## Zweiter Weltkrieg
Galley folgte dem Aufruf von General de Gaulle vom 15. Juni 1940 und ging nach Großbritannien, um sich dort den Forces françaises libres anzuschließen. Nach einer Ausbildung in Aldershot nahm er als Jäger zweiter Klasse im Oktober und November 1940 am Gefecht von Dakar teil, daraufhin im Juni 1941 am syrisch-libanesischen Feldzug. Im Range eines Sous-lieutenant diente er als Panzerkommandant der 2e division blindée von Generalmajor Leclerc, dessen Tochter er später heiratete. Im Sommer 1942 kämpfte er in der ersten Schlacht von El Alamein. Nach der Landung der Division in der Normandie im Herbst 1944 nahm Galley an deren Vormarsch teil.

## Politische Karriere
Nach dem Krieg engagierte sich Galley bei den Gaullisten und spezialisierte sich in der Erdöl- und später der Atomindustrie. So wurde er 1954 Mitglied des Kommissariats für Atomenergie, wo er mit Sonderaufgaben betraut war, wie etwa dem Bau des Forschungszentrums von Pierrelatte (1958–1966). Nach dessen Fertigstellung wurde Galley im Fortgang des „Plan Calcul“ zum 1. Delegierten für Datenverarbeitung bestimmt. In dieser Funktion wirkte er besonders an der Gründung des Institut de Recherche sur l’informatique et l’Automatique mit, zu dessen erstem Präsidenten er 1967 auch berufen wurde.
Im Mai 1968 übernahm Galley im Kabinett von Georges Pompidou das Amt des Ministers für Wohnungsbau und Infrastruktur. Er war Mitglied der gaullistischen Partei Union des démocrates pour la République (UDR). Zwischen 1968 und 2002 war er in acht Legislaturperioden Abgeordneter des Départements Aube in der Nationalversammlung, jeweils mit Unterbrechungen, wenn er ein Ministeramt innehatte. Unter Pompidous Nachfolger Maurice Couve de Murville wurde Galley im Juli 1968 zum Sonderbeauftragten für Atom- und Weltraumforschung ernannt. Im Juni 1969 erhielt er im Kabinett Chaban-Delmas das Amt des Ministers für Post und Telekommunikation. Ab Juli 1972 fungierte Galley im ersten Kabinett von Pierre Messmer als Verkehrsminister, im zweiten ab März 1973 als Verteidigungsminister. Dabei forderte er in einer seiner ersten öffentlichen Reden Respekt vor der Armee ein und damit den Protest der politischen Linken heraus.
Als Valéry Giscard d’Estaing nach seiner Wahl zum Präsidenten am 27. Mai 1974 eine neue Regierung unter dem Premierminister Jacques Chirac ernannte, verblieb Galley als einziger der bisherigen UDR-Minister im Kabinett, gab aber das Verteidigungsressort an Jacques Soufflet ab und übernahm stattdessen wieder den Posten des Bauministers. Das von ihm zu dieser Zeit initiierte Loi Galley, das am 31. Dezember 1975 beschlossen wurde und im April 1976 in Kraft trat, sollte die Bodenspekulation eindämmen und den Gemeinden neue Finanzquellen erschließen. Galley stieß mit diesem Konzept allerdings selbst in den eigenen Reihen der Gaullisten auf Widerstand. Indes brachte er eine neue Wohnungsbaupolitik auf den Weg, die das Wohnungseigentum und die Altbaurenovierung förderte sowie die damit verbundene Finanzierung erleichterte. Galley verfolgte dabei auch umweltpolitische Ziele: er verbot etwa die Errichtung von Hochhäusern und verhinderte in Paris die Realisierung des Projekts „Cité de l’air“. Gleichzeitig setzte er sich für Autobahn-Mautgebühren ein. Auch nach dem Abschied Chiracs als Regierungschef am 25. August 1976 blieb Galley unter dem Premierminister Raymond Barre in der Regierung, wechselte aber an die Spitze des Ministeriums für Zusammenarbeit. In seinen Zuständigkeitsbereich fiel dabei vor allem die französische Entwicklungshilfe und die Beziehungen zu den früheren französischen Kolonien in Afrika. In dieser Position wohnte er 1977 als Vertreter Frankreichs der Kaiserkrönung von Bokassa I. im Zentralafrikanischen Kaiserreich bei.
Ende 1976 formierte sich das (neo-)gaullistische Lager unter Führung Chiracs in der neuen Partei Rassemblement pour la République (RPR), der Galley seither angehörte. Am 28. September 1980 wurde er dann in den Senat gewählt, verzichtete aber auf das Mandat, um weiter als Zusammenarbeitsminister in der Regierung zu bleiben. Am 22. Dezember 1980 übernahm Galley nach dem plötzlichen Tod von Joël Le Theule zusätzlich den Posten des Verteidigungsministers. Mit der Wahl des Sozialisten François Mitterrand zum Staatspräsidenten endete im Mai 1981 schließlich auch Galleys Tätigkeit als Minister. Er gehörte jedoch zu den Gaullisten, die ihren Platz in der Nationalversammlung trotz der ungünstig verlaufenen Parlamentswahlen halten konnten. 1984 bis 1990 war er Schatzmeister der RPR.
Neben seiner politischen Karriere auf nationaler Ebene gehörte Galley von 1970 bis 1988 dem Generalrat des Départements Aube in der südwestlichen Champagne an. Von 1972 bis 1995 (vier Amtszeiten) war Galley zudem Bürgermeister der Stadt Troyes.

## Weiteres
Robert Galley war seit 1960 mit Jeanne Leclerc de Hauteclocque, einer Tochter von Generalmajor Leclerc, verheiratet und hatte zwei Kinder. Er war Eigentümer einer bedeutenden Schmetterlingssammlung. Er war zudem Mitglied des Ehrenkomitees des Mouvement Initiative et Liberté.
Sein Sohn, Alexis Galley, ist Generaldirektor des Unternehmens F4.

## Auszeichnungen
- Commandeur de la Légion d’honneur
- Ordre de la Libération
- Croix de guerre (1939)